# Arthur Whittington
Arthur Ler Whittington (Cuero, 4 de setembro de 1955 – 22 de abril de 2024) foi um jogador profissional de futebol americano estadunidense.

## Carreira
Arthur Whittington foi campeão da temporada de 1980 da National Football League jogando pelo Oakland Raiders.

## Morte
Whittington morreu no dia 22 de abril de 2024, aos 68 anos.